# JASP

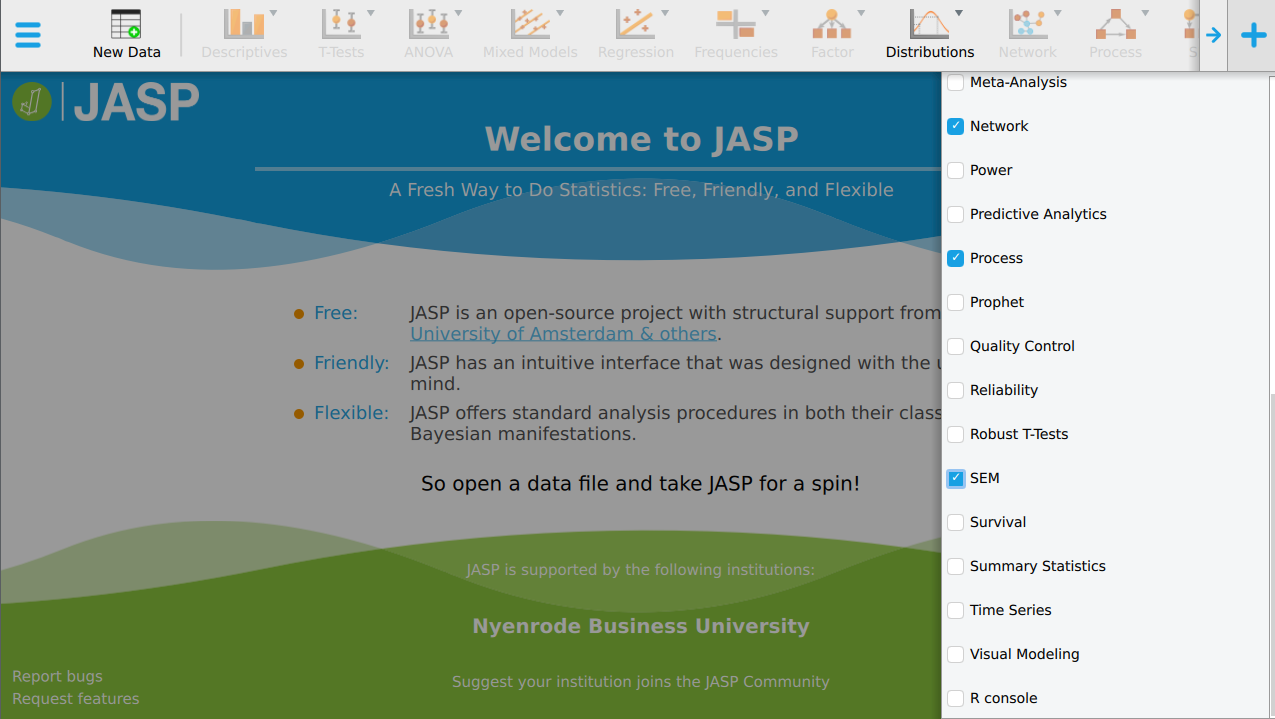
JASP 랜딩 페이지 및 모듈 선택

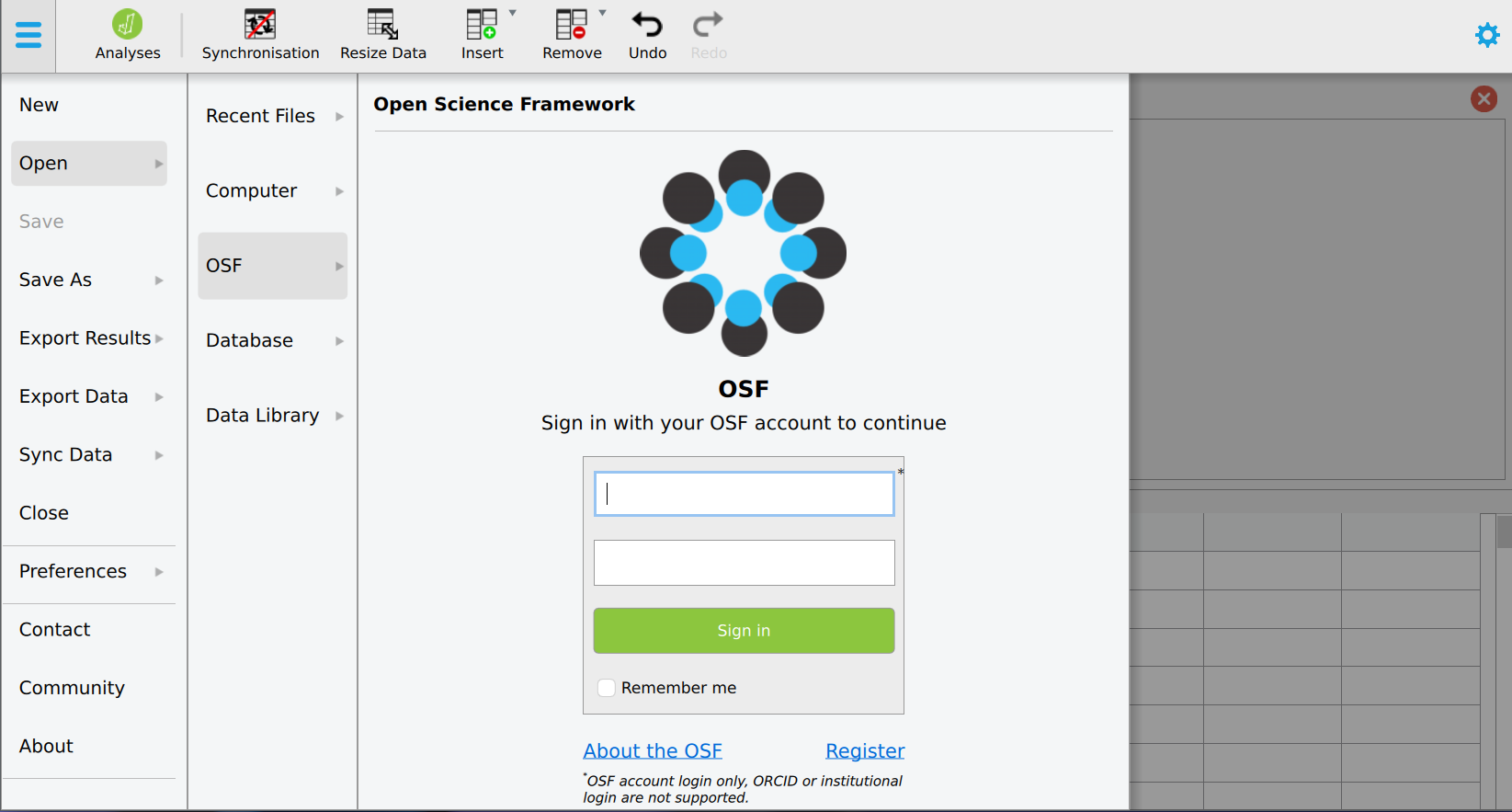
JASP OSF 대화

JASP (Jeffreys ’s Amazing Statistics Program) 또는 재스프는 통계 언어 R을 기반으로 하며, 사회과학분야와 의료보건분야에 SPSS처럼 특화한 무료 공개 통계 프로그램이다. 네덜란드의 암스테르담 대학교에서 지원하는 무료 오픈 소스 통계 분석 프로그램이며, 유료 통계 프로그램인 SPSS 사용자들을 염두하여 이용자가 사용하기 쉬운 형태로 설계했다. 분석 기능은 고전적 빈도주의 통계학 형태와 베이즈 통계학 형태를 지원하여 두 형태의 표준 분석이 가능하다. JASP는 일반적으로 문서작성에 편리하도록 논문작성 형태인 APA 스타일의 결과 표와 그래프를 제공한다. 이는 오픈 사이언스 프레임워크 와 통합해서 과학의 개방성을 촉진하고, 분석 설정을 결과에 통합하여 재현성을 높인다 . JASP 개발은 네덜란드 암스테르담 대학교를 중심으로 여러 대학의 후원자와 연구 기금으로 재정적 지원을 받는다.

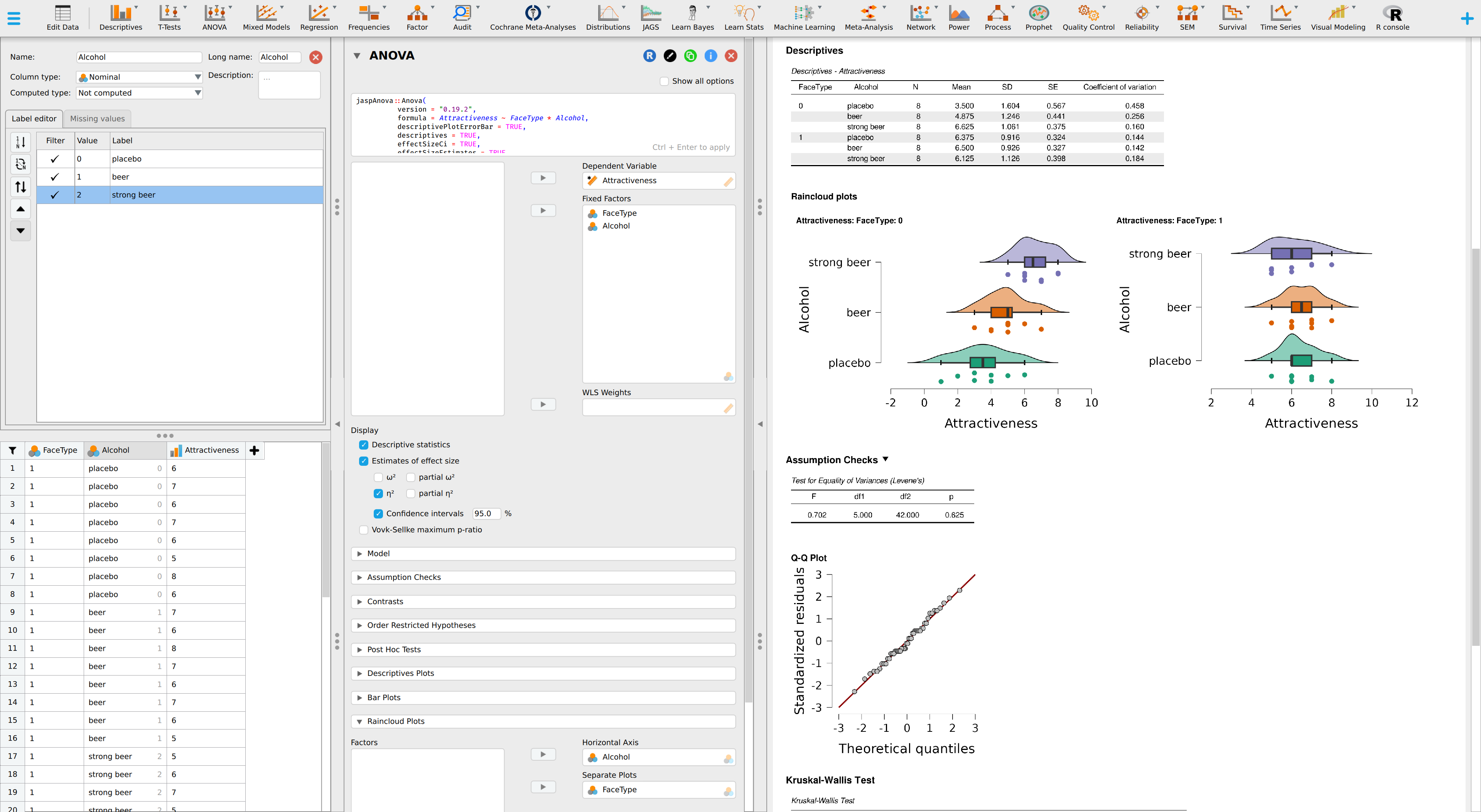
JASP 스크린샷

## 분석
JASP는 동일한 통계 모델에 빈도주의 추론과 베이즈 추론을 적용할 수 있다. 빈도주의 추론은 p값 과 신뢰 구간을 사용하여 무한한 완벽 반복의 한계 내에서 오류율을 제어하는 형식이다. 베이즈 추론은 신뢰할 수 있는 구간과 베이즈 계수 사용하여 사용 가능한 데이터와 사전 지식을 바탕으로 신뢰할 수 있는 매개변수 값과 모델 증거를 추정하는 형식이다.

https://jasp-stats.org/world-map/ 에서 전 세계의 JASP를 확인하세요

JASP에서는 SPSS와 비교하여 다음과 같은 분석을 사용 가능:
| | JASP 0.19.3   | SPSS 30       | JASP 0.19.3 | SPSS 30     |
| 분석법 | 빈도주의 통계 | 빈도주의 통계 | 베이즈 통계 | 베이즈 통계 |
| 샘플링 수용 | ✓             | X             |             |             |
| (반복적) (M)AN(C)OVA 및 비모수 | ✓             | ✓             | (✓)         | (✓)         |
| 감사 - 감사를 위한 통계적 방법 | ✓             | X             | ✓           | X           |
| 베인 - 베이즈 유익 가설 평가 |               |               | ✓           | X           |
| BSTS - 베이즈 구조 시계열 |               |               | ✓           | X           |
| 순환 / 방향통계 - 각도와 방향 분석 | ✓             | X             | X           | X           |
| 코크레인 메타분석 | ✓             | X             | ✓           | X           |
| 기술 기능(시계열, 비구름, 플렉스플롯 등의 통계 및 그래프) | ✓             | (✓)           |             |             |
| 분포 (연산 및 이산) | ✓             | X             | ✓           | X           |
| 동등성 T 검정(TOST): 독립, 대응, 단일 표본 | ✓             | X             | ✓           | X           |
| 요인분석(PCA, EFA, CFA) | ✓             | ✓ / AMOS      | X           | X           |
| 빈도분석(이항, 다항, 우연성, 카이², 로그선형회기) | ✓             | ✓             | ✓           | (✓)         |
| JAGS (베이즈 블랙박스 마르코프 연쇄 몬테카를로스(MCMC) 샘플러)                                                                                               |               |               | ✓           | (AMOS)      |
| 통계 학습(빈도주의 및 베이즈 모듈 별도) | ✓             | X             | ✓           | X           |
| 기계 학습(클러스트 및 판별 분석 포함) | ✓             | ✓             | X           | X           |
| 메타분석, 다변량/다변수(효과크기, 깔대기 그래프, 예측모형, 선택모형, PET-PEESE, 편향보정 출판을 위한 WAAP-WLS)                                               | ✓             | ✓             | ✓           | X           |
| (일반 또는 선형) 혼합 모형 | ✓             | ✓             | ✓           | X           |
| 네트워크 | ✓             | ✓             | ✓           | X           |
| 검증력 분석 / 표본 크기 계획 | (✓)           | (✓)           | X           | X           |
| 과정분석(중재, 매개를 위한 헤이즈 모형) | ✓             | ✓             | ✓           | X           |
| 예측 / 시계열 예측 | X             | ✓             | ✓           | X           |
| 품질 관리 | ✓             | (✓)           | X           | X           |
| 회기/상관관계(r, Rho, Tau, (로그)선형, 다항식, 서수, 일차 로지스틱, 잔차)                                                                                    | ✓             | ✓             | (✓)         | (✓)         |
| 신뢰성 | ✓             | ✓             | (✓)         | X           |
| (PLS)부분최소제곱, 잠재성장 및 MIMIC를 포함하는 구조방정식 모형                                                                                              | ✓             | AMOS          | X           | X           |
| 요약 통계 | X             | X             | ✓           | X           |
| 비모수 및 준모수 생존 분석 | ✓             | ✓             | X           | X           |
| T검정: 독립, 대응, 단일 표본(z, 웰치, 비모수 표본 및 로버스트 베이즈를 포함)                                                                                 | ✓             | ✓             | ✓           | (✓)         |
| 시각 모형: 그래프, (비)선형, 혼합, 일반화 선형 자동형성 | ✓             | ✓             | X           | X           |
| An always up to date version of this table is maintained here https://docs.google.com/spreadsheets/d/1lQ7Pt8vFfSrHxQ9Kh3rjY6Ttx2Yx5b1sVKEGLYU9v4Y/edit#gid=0 |               |               |             |             |
| Sources https://jasp-stats.org/features/ and official IBM SPSS documentation                                                                                 |               |               |             |             |
| Empty field suggests, that this may not be possible |               |               |             |             |

## 기타 기능
- R 구문 편집 및 강조 표시.
- 플롯 및 수식(LaTeX) 편집.
- 결과를 PDF 또는 HTML로 내보내고 표를 LaTeX 형식으로 내보낸다. ; PNG, PPTX(Powerpoint) 등의 형식으로 그래프로 만든다.
- Excel 및 SPSS 파일, 쉼표로 구분된 파일 등을 가져온다(.xls, xlsx, .csv, .txt, .tsv, .ods, .dta, .sav, .zsav, .por, .sas7bdat, .sas7bcat, .xpt, .jasp)
- SQL 데이터베이스와 Open Science Framework 에 연결한다.
- 데이터 필터링: R 코드나 드래그 앤 드롭 GUI를 사용하여 관심 사례를 선택한다.
- 한 번의 클릭으로 재코딩이 가능한 전체 데이터 편집, 전체 실행 취소/다시 실행 기능
- R 코드(예: rowMean, rowMeanNaRm, rowSum, rowSD ...와 같은 행별 함수)를 통해 열을 계산하거나 드래그 앤 드롭 GUI를 사용하여 새 변수를 만들거나 기존 변수에서 새 변수를 계산한다.
- 변수별, 데이터 세트별 또는 전역적으로 빈 값을 설정한다.
- 잔차의 내보내기 및 플로팅, 테스트 및 플롯을 통한 분석( Levene's, Brown-Forsythe, Shapiro–Wilk, Q–Q, Raincloud 등)을 통한 가정 확인

## 모듈
JASP는 기본적으로 활성화된 7개의 일반 모듈을 제공함:
1. 기술 통계 : 표와 플롯을 사용하여 데이터를 탐색
2. t-검정 : 두 평균의 차이를 평가
3. ANOVA : 여러 평균 간의 차이를 평가
4. 혼합 모형 : 무작위 효과가 있는 여러 평균 간의 차이를 평가
5. 회귀 분석 : 변수 간의 연관성을 평가
6. 빈도 : 카운트 데이터에 대한 분석
7. 요인 : 데이터의 숨겨진 구조를 탐색

JASP는 모듈 메뉴를 통해 활성화할 수 있는 여러 가지 추가 모듈도 제공함: